# SN 1999bh
SN 1999bh – supernowa typu Ia odkryta 29 marca 1999 roku w galaktyce NGC 3435. W momencie odkrycia miała maksymalną jasność 16,80m.